# 万歳登封
万歳登封（ばんざいとうほう、ばんざいとうふう）は、武周の武則天の治世に使用された元号。695年 - 696年。

## 西暦・干支との対照表
| 万歳登封 | 元年  | 2年   |
| 西暦     | 695年 | 696年 |
| 干支     | 乙未  | 丙申  |